# International Commission on Intellectual Cooperation
International Committee on Intellectual Cooperation (förkortat ICIC, ibland kallat League of Nations Committee on Intellectual Cooperation) var ett rådgivande organ till Nationernas Förbund som hade som syftade till att främja internationell kulturellt/intellektuellt utbyte mellan forskare, lärare, konstnärer och andra intellektuella. Den grundades 1922 och hade framstående medlemmar som Henri Bergson, Albert Einstein, Marie Curie, Béla Bartók, Thomas Mann, Salvador de Madariaga och Paul Valéry.
ICIC arbetade i nära samarbete med International Educational Cinematographic Institute som grundats i Rom 1928 av Italiens regering.
Dess arbete pågick till 1946 då dess roll togs över av Unesco.

## International Institute of Intellectual Cooperation
Då organisationen inte lyckades säkra de medel som behövdes för att uppräthålla ett kontor av betydelse i Genève, erbjöds man stöd från Frankrike för att inrätta ett verkställande organ, International Institute of Intellectual Cooperation (IIIC) i Paris 1926.

## International Museum Office
1926 bildades International Museum Office (IMO) som en del av IIIC. IMO organiserade ett antal viktiga arrangemang som bidragit till skyddet av kulturarvet, exempelvis Atenkonferensen 1931 där man antog Atendeklarationen, som var den första internationella uttalandet om skydd av historiska monument.